# Цумарев, Владимир Михайлович
Владимир Михайлович Цумарев (бел. Уладзімір Міхайлавіч Цумараў; род. 1960, д. Ананьевка, Белыничский район, Могилевская область, БССР, СССР) — белорусский политический деятель. В 2013—2022 годах занимал пост председателя Могилевского горисполкома.

## Биография
Родился в 1960 году в деревне Ананьевка Белыничского района Могилевской области. В 1980 году окончил Могилевский политехнический техникум, в 1985 году — Могилевский машиностроительный институт, в 2002 — Российскую академию государственной службы при Президенте Российской Федерации.
В 1980 году работал старшим техником конструкторско-технологического бюро с опытным производством института строительства и архитектуры Госстроя БССР в Минске. В 1985—1990 гг. занимал различные должности в Могилёвских областном, а затем городском комитетах ЛКСМБ.
С 1990 по 1992 г. был заведующим отделом по делам молодёжи Могилевского горисполкома. В 1992—1995 гг. был директором Могилёвского областного центра занятости. С 1995 по 1999 гг. работал в должности заместителя председателя Могилёвского горисполкома. В 1999 году стал главой администрации Центрального района г. Могилёва. С 2003 г. по апрель 2013 г. работал в должности главы администрации Ленинского района Могилева.
12 апреля 2013 года назначен председателем Могилёвского горисполкома.
3 октября 2022 указом Президента Республики Беларусь освобождён от должности председателя Могилёвского горисполкома.

## Награды
- медаль «За трудовые заслуги» (21 ноября 2001 года) — за значительный вклад в социально-экономическое развитие республики, создание реальных условий для повышения уровня жизни населения и экономической безопасности страны, добросовестное выполнение служебных обязанностей[3].
- орден Почёта (22 декабря 2020 года)  — за многолетнюю плодотворную работу, высокий профессионализм, образцовое исполнение должностных обязанностей, активное участие в общественно-политической жизни страны, большой личный вклад в оказание высококвалифицированной медицинской помощи и внедрение новых медицинских технологий, значительные достижения в дорожном строительстве, заслуги в развитии сферы образования, культуры и искусства[4].